# Bimir-eun eopda
Bimir-eun eopda (비밀은 없다?), noto anche con il titolo internazionale The Truth Beneath, è un film del 2016 co-scritto e diretto da Lee Kyoung-mi.

## Trama
Kim Yeon-hong conduce un'esistenza apparentemente idilliaca, che viene tuttavia bruscamente interrotta dalla scomparsa di sua figlia Min-jin; nel frattempo, suo marito Jong-chan è impegnato in una campagna elettorale che avrebbe potuto far decollare definitivamente la sua carriera politica. A pochi giorni dalle elezioni, Min-jin viene infine ritrovata uccisa, sepolta in un bosco. Yeon-hong inizia così a indagare, per scoprire infine una verità alquanto tragica: era stato proprio suo marito, seppur in modo non totalmente consapevole, a causare la morte della figlia; la donna organizza così una crudele vendetta nei suoi confronti, distruggendo completamente la sua immagine pubblica.

## Distribuzione
In Corea del Sud la pellicola è stata distribuita dalla CJ Entertainment, a partire dal 23 giugno 2016.